# Emotions (Mariah-Carey-Lied)
Emotions ist ein Lied der US-amerikanischen Sängerin Mariah Carey aus dem Jahr 1991.

## Entstehung und Veröffentlichung
Das Lied wurde von der Interpretin, zusammen mit dem Dance-Musikprojekt C+C Music Factory (bestehend aus Robert Clivillés und David Cole), getextet, komponiert sowie produziert.
Die Erstveröffentlichung von Emotions erfolgte als Single am 13. August 1991 bei Columbia Records. Diese erschien weltweit als 7″-Single sowie als CD-Single in verschiedenen Ausführungen, die sich durch die Anzahl und Auswahl der B-Seiten unterscheiden. Am 17. September 1991 erschien das Lied als Teil von Carey zweiten gleichnamigen Studioalbums.

## Musikvideo
Die Regie zum Musikvideo führte Jeff Preiss. Das Musikvideo zeigt Mariah Carey mit ihren Freunden, sie feiern zusammen auf den Straßen in New York City.

## Preise
Bei den Grammy Awards 1992 wurde Emotions in der Kategorie Best Female Pop Vocal Performance nominiert, aber verlor gegen Something to Talk About von Bonnie Raitt.
Das Lied gewann einen BMI R&B Award, damit setzte Carey ihre Serie fort, zuvor gewann jede ihrer Singles ebenfalls denselben BMI Award.

## Kommerzieller Erfolg

### Chartplatzierungen
Emotions wurde in den Vereinigten Staaten Mariah Careys fünfter Nummer-eins-Hit nacheinander, damit gelang ihr als bisher Einziger überhaupt das Kunststück, dass alle ersten fünf Singles in den US-amerikanischen Billboard Hot 100 Nummer-eins-Hits werden, sie brach damit den Rekord von den The Jackson 5. Vom 6. Oktober bis zum 26. Oktober 1991 verbrachte das Lied drei Wochen auf Platz eins. Das Lied löste Good Vibrations (Marky Mark and the Funky Bunch feat. Loleatta Holloway) von der Spitze ab und wurde von Karyn Whites Nummer-eins-Hit Romantic von der Spitze deplatziert. In den US-amerikanischen Jahrescharts erreichte Emotions 1991 Platz 22.
Außerhalb der Vereinigten Staaten wurde das Lied Careys erfolgreichste Single, seit ihrem Debüt mit Vision of Love. Es erreichte die Top 3 in Neuseeland und die Top 20 in Australien (Rang 11) und dem Vereinigten Königreich (Rang 17).
| ChartsChartplatzierungen       | Höchstplatzierung | Wochen |
| ------------------------------ | ----------------- | ------ |
| Deutschland (GfK)              | 39 (13 Wo.)       | 13     |
| Vereinigte Staaten (Billboard) | 1 (20 Wo.)        | 20     |
| Vereinigtes Königreich (OCC)   | 17 (9 Wo.)        | 9      |

| ChartsJahrescharts (1991)      | Platzierung |
| ------------------------------ | ----------- |
| Vereinigte Staaten (Billboard) | 22          |

### Auszeichnungen für Musikverkäufe
| Land/Region                  | Auszeichnungen für Musikverkäufe (Land/Region, Auszeichnung, Verkäufe) | Verkäufe  |
| ---------------------------- | ---------------------------------------------------------------------- | --------- |
| Australien (ARIA)            | Gold                                                                   | 35.000    |
| Neuseeland (RMNZ)            | Gold                                                                   | 5.000     |
| Vereinigte Staaten (RIAA)    | Platin                                                                 | 1.000.000 |
| Vereinigtes Königreich (BPI) | —                                                                      | 137.000   |
| Insgesamt                    | 2× Gold · 1× Platin ·                                                  | 1.177.000 |

Hauptartikel: Mariah Carey/Auszeichnungen für Musikverkäufe